# Richard Simmons
Milton Teagle „Richard“ Simmons (12. července 1948 New Orleans, Louisiana, USA – 13. července 2024 Los Angeles, Kalifornie, USA) byl americký herec, instruktor fitness a producent vlastních fitness pořadů a videí, známý jako vlídná, ale excentrická osobnost.
Jako mladý muž úspěšně bojoval s vlastní obezitou. V roce 1974 se stal jedním z prvních propagátorů fitness a zdravého životního stylu. V Beverly Hills otevřel vlastní studio Slimmons, kde trénoval a natáčel svá videa až do roku 2013. Kromě nepřeberného množství videí psal a vydával i kuchařky, zaměřené na zdravé stravování a snižování váhy.
V únoru 2014 bez oznámení své studio zavřel a zmizel z veřejného života, což dalo vzniknout řadě konspiračních teorií o jeho osudu. Simmons se nicméně v březnu 2016 ozval, že je v pořádku, jen se chtěl stáhnout do soukromí.